# دنیاگیری کووید-۱۹ در افغانستان
شیوع همه‌گیری کروناویروس ۲۰۱۹–۲۰۲۱، در افغانستان در تاریخ ۲۴ فوریۀ ۲۰۲۰ با تایید نخستین مورد آن در هرات، تایید شد.
در ۲۸ ژوئن ۲۰۲۱، شمار موارد مثبت به عدد ۱۴۵٬۰۰۸ رسید، که از این شمار ۹۴,۸۱۴ نفر بهبود یافتند و ۶٬۵۱۵ نفر فوت کردند. این بیماری در همه ۳۴ ولایت افغانستان دیده شده است که از میان آنان ولایت کابل بیشترین شمار موارد ابتلا را دارد.

## پیش‌زمینه
در ۱۲ ژانویهٔ سال ۲۰۲۰، سازمان بهداشت جهانی (WHO) تأیید کرد که کرونا ویروس جدید علت بیماری تنفسی در گروهی از مردم در شهر ووهان در استان هوبئی چین است که در ۳۱ دسامبر ۲۰۱۹ به WHO گزارش شد. نسبت مرگ‌ و میر برای کووید-۱۹ بسیار پایین‌تر از نشانگان تنفسی حاد/سارس سال ۲۰۰۳ بود .

### برگشت جمعی مهاجران از ایران و پاکستان
در مارس سال ۲۰۲۰، حداقل ۱۵۰٬۰۰۰ افغان به دلیل شیوع سرتاسری در ایران، در مرز اسلام‌قلعه در ولایت هرات، از این کشور بازگشتند. روزانه بیش از ۱٬۰۰۰ نفر در طول ماه از مرز عبور می‌کنند. بین مارس و آوریل ۲۰۲۰ تعداد موارد در ولایت هرات به بیش از ۲۰۰ نفر رسید. در مرزهای چمن و تورخم، بیش از ۶۰٬۰۰۰ افغان طی سه روز از پاکستان بازگشتند.

## گاهشماری

### حوت ۱۳۹۸
در ۴ حوت حداقل سه شهروند هرات که به تازگی از قم بازگشته بودند، مشکوک به داشتن عفونت کووید-۱۹ تشخیص داده شدند. نمونهٔ خون آن‌ها برای آزمایش‌های بیشتر به کابل ارسال شد.
در ۵ حوت، افغانستان نتیجهٔ یکی از این سه تن که مردی ۳۵ ساله بود مثبت اعلام شد. در ۷ مارس، سه مورد جدید در ولایت هرات تأیید شد. شمار کل موارد مثبت در افغانستان به ۴ مورد رسیده‌است.

### حمل۱۳۹۹
در ۲۲ حوت، نخستین مورد ابتلا در خارج از ولایت هرات، در ولایت سمنگان گزارش شد، و شمار موارد ابتلا در افغانستان به پنج مورد رسید. این بیمار نیز از سفر به ایران برگشته بود. عصر این روز این شمار به عدد هفت افزایش یافت، زیرا وزارت صحت عامه دو مورد جدید را در دو ولایت هرات و سمنگان اعلام کرد.
در ۱۴ مارس، دهمین مورد مثبت تأیید شد. وزارت صحت عامه اعلام کرد که ولایت بلخ و ولایت کاپیسا نخستین موارد ابتلای خود را دارند. سمنگان همچنین سومین مورد مثبت خود را از ابتلا به کروناویروس نشان داد. این بیمار ۲۳ ساله در ولسوالی دولت‌آباد، واقع در شمال بلخ، پس از آزمایش مثبت، از بیمارستان بوعلی سینا گریخت.
مورد یازدهم نیز در آن روز اعلام شد، همان‌طور که عبدالقیوم رحیمی، والی هرات، از یک مورد مثبت جدید از کروناویروس در این ولایت خبر داد. مجموع موارد مثبت هرات به شش مورد افزایش یافت. در ۱۴ مارس، نخستین مورد بهبودیافتهٔ افغانستان در هرات ثبت شد. وحید احمد، بیمار بهبود یافته که نخستین مورد مثبت ثبت‌شده در افغانستان نیز بود پس از بازگشت از قم به افغانستان به مدت دو هفته در بیمارستان بستری بود. این بیمار سپس در خانه خود قرنطینه شد. وزارت صحت عامه افغانستان بعداً در ۲۰ مارس اعلام کرد که نتیجهٔ سه آزمایش که بر روی وی انجام داده‌است، منفی بوده و به او اجازهٔ پایان دادن به قرنطینه داده شده‌است.

#### ۱۵ تا ۲۴ مارس - مرگ اول
در پانزدهم مارس پنج پروندهٔ جدید گزارش شد که شامل نخستین پرونده در ولایت دایکندی است..
در ۱۶ مارس، پنج مورد مثبت جدید تشخیص داده شد، بدین ترتیب شمار کل موارد به ۲۱ مورد افزایش یافت ۳۸ بیمار از جمله یک بیمار مثبت با کمک بستگان خود با ضرب و شتم خدمهٔ بیمارستان و شکستن پنجره‌ها از قرنطینه در ولایت هرات گریختند. این بیماران بعد از بازگشت از ایران قرنطینه شده بودند. در همین روز، طالبان اعلام کرد که بیمار فراری را از ولسوالی دولت‌آباد، ولایت بلخ دستگیر کرده‌اند و وی را به مقامات بهداشتی بازگردانده‌اند.

#### ۲۵ تا ۳۱ مارس - شیوع
از تاریخ ۲۵ تا ۲۸ مارس، شیوع بیماری شیب بیشتری گرفت، به طوری‌که در روز ۲۸ مارس ۱۵ مبتلای روزانه تایید شد و این عدد در روز ۳۱ مارس، به بیش از ۵۲ نفر رسید. آمار فوتی های بیماری در این مدت صفر بود بجز تعداد ۲ نفر که در ۲۹ مارس 
اعلام شد بر اثر ابتلا جان خود را از دست داده اند.

#### پیک اول
از آوریل ۲۰۲۰ با ادامه ی شیب صعودی مبتلایان و فوتی ها، پیک نسبتا طولانی به مدت پنج ماه تا نیمه‌ی آگوست ۲۰۲۰ آغاز شد و در این مدت شمار میانگین ۷روزه مبتلایان روزانه، تا حدود ۶۷۰ نفر و شمار مبتلایان روزانه تا ۱٬۲۴۱ نفر (در ۱۷ ژوئن ۲۰۲۰) رسید. همچنین آمار درگذشتگان نیز روندی صعودی را طی کرده و در ماه ژوئیه میانگین ۷ روزه فوتی های روزانه به عدد ۲۵ و شمار فوتی های روزانه در بدترین روز خود (۱۵ ژوئیه) به عدد ۴۹ فوتی برسد. این پیک تا نیمه‌ی ماه آگوست با کاهش یافتن تعداد مبتلایان ادامه یافت.

## اقدامات پیشگیری

### منع آمد و شد
در ۱۴ مارس، رئیس‌جمهور اشرف غنی به مردم گفت که از تجمعات عمومی خودداری کنند و به بهداشت توجه کنند تا از شیوع بیماری جلوگیری شود. در ۱۸ مارس، وزارت امور داخله همه اجتماعات بزرگ از جمله تعطیلی مکان‌هایی را که باعث جذب جمعیت بسیاری از جمله اماکن تفریحی، زمین‌های ورزشی، استخرهای شنا، باشگاه‌های بدنسازی و تالارهای عروسی می‌شود؛ ممنوع اعلام کرد.

## تأثیرات

### وقایع فرهنگی و مذهبی
جشنواره سالانه نوروز در مزارشریف و در کل افغانستان برای جلوگیری از شیوع جهان‌گیری کوروناویروس در سال ۲۰۲۰ برگزار نشد. جشن نوروز در بلخ پس از گزارش نخستین پرونده در ۱۴ مارس لغو شد. همچنین به مردم اجازه ورود به حرم حضرت علی در مزارشریف داده نشد.
در اواخر مارس ۲۰۲۰ حدود ۵۰۰ مسجد در هرات بسته شد. در ۵ آوریل، وزارت حج و اوقاف و روحانیون فتوایی از جمله محدودیت‌های نماز جمعه و دیگر نمازها در مساجد سراسر افغانستان را اعلام کردند.

### ورزش
کمیته ملی المپیک افغانستان (ANOC) اعلام کرد که همه رویدادهای ورزشی پس از مارس ۱۴ از جمله مسابقات بزکشی در کابل لغو شده‌است.

### آموزش و پرورش
در ۱۴ مارس اعلام شد که کلیه موسسات آموزشی کشور تا ۲۱ آوریل افتتاح نمی‌شود.

### اجتماعی
در ۲۱ مارس، تالارهای عروسی و حمام‌ها بسته شدند و ادارات دولتی با شمار کارمندان بسیار کار خود را متوقف کردند.
ممنوعیت رفت‌وآمد سه هفته‌ای در کابل، مشاغل کوچک مانند صاحبان فروشگاه‌های محلی را تحت تأثیر قرار داد.

### مهاجرت
در طول ماه مارس سال ۲۰۲۰، ۳۰٬۰۰۰ مهاجر افغان پس از شیوع این کشور از طریق بندر اسلام قلعه از ایران بازگشتند. این بالاترین نرخ بازگشت مهاجران از ایران در طی یک دهه بوده‌است.

### تأثیرات رفت و آمد

#### محدودیت‌های صفر
پس از مشاهده سه مورد مشکوک در هرات، افغانستان در ۲۳ فوریه ۲۰۲۰ مرز خود با ایران را به‌طور موقت بست.
در مارس سال ۲۰۲۰، سازمان هواپیمایی ملکی افغانستان بیشتر پروازهای بین‌المللی از طریق خطوط هوایی افغانستان را به دلیل این جهان‌گیری، محدود کرد. شرکت هواپیمایی آریانا افغانستان و کام ایر همه پروازها را به‌جز پروازهای دبی و پاکستان متوقف کردند. در ۱ آوریل، دولت افغانستان پروازهای میان کابل و هرات را به حالت تعلیق درآورد.

#### واکنش پاکستان
پاکستان در واکنش به موارد مثبت اعلام شده در افغانستان و ایران، از ۲ مارس مرز خود را در چمن با افغانستان به مدت حداقل سه هفته بست، زیرا این دو کشور افزایش شمار پرونده‌ها را طی هفته‌های گذشته تأیید کردند. در ۱۳ مارس، همه مرزهای زمینی با پاکستان بسته شد. همچنین اعلام شد که پاکستان حداقل از دوشنبه ۱۶ مارس مرز زمینی خود با افغانستان را حداقل به مدت دو هفته خواهد بست. در ۲۱ مارس، پاکستان مرز خود را با افغانستان بازگشایی کرد.
در تاریخ ۴ آوریل، پاکستان اعلام کرد بنا به درخواست دولت افغانستان مرزهای چمن و تورخم بین ۶ تا ۹ آوریل بازخواهد شد تا افغان‌ها به کشور خود بازگردند.

## آمار

### بررسی اجمالی
جدول زیر موارد تأیید شده کووید-۱۹ در هر ولایت افغانستان را نشان می‌دهد. از ۹ آوریل ۲۰۲۰، ۲۵ استان حداقل یک مورد مثبت کووید-۱۹ را دارند.

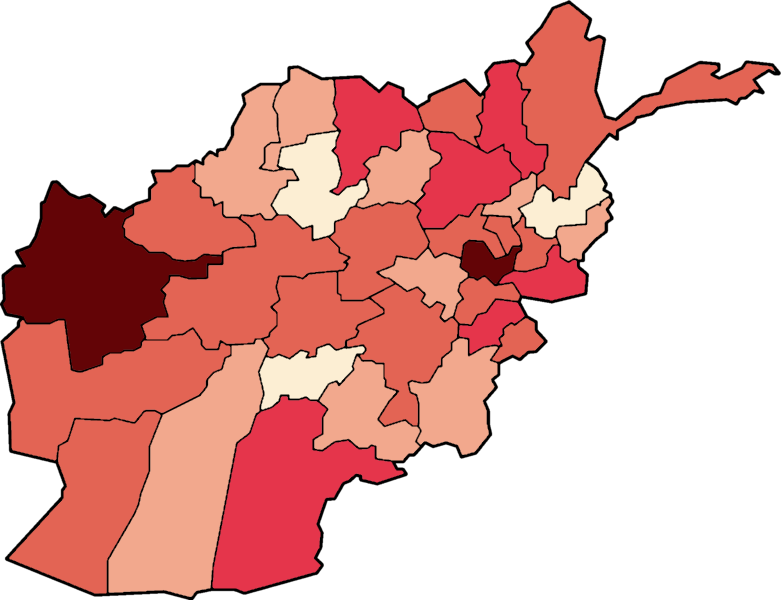
نقشه ولایت دارای موارد تأییدشده کووید-۱۹ در افغانستان از ۷ آوریل ۲۰۲۰.

| ولایت بدخشان     | ۳۴     | ۰   | ۰   |
| ولایت بادغیس     | ۲۱۵    | ۰   | ۰   |
| ولایت بغلان      | ۳۰۹    | ۱۰  |     |
| استان بلخ        | ۳۰۹    | ۱۰  | ۱   |
| ولایت بامیان     | ۷۱     | ۱   | ۰   |
| ولایت دایکندی    | ۲۸     | ۱   | ۰   |
| ولایت فراه       | ۱۳۸    | ۱   | ۰   |
| ولایت فاریاب     | ۱۱۴    | ۸   | ۰   |
| ولایت غزنی       | ۲۲۱    | ۱۴  | ۰   |
| ولایت غور        | ۵۸     | ۰   | ۰   |
| ولایت هلمند      | ۴۵     | ۰   | ۰   |
| استان هرات       | ۲٬۵۷۲  | ۵۳  | ۵   |
| ولایت کابل       | ۶٬۱۴۶  | ۳۰  | ۳۷۵ |
| ولایت قندهار     | ۶۳۶    | ۱۶  | ۰   |
| ولایت کاپیسا     | ۲      | ۰   | ۰   |
| ولایت کندز       | ۱۳۳    | ۴   | ۰   |
| ولایت لوگر       | ۱۹۰    | ۸   | ۰   |
| ولایت ننگرهار    | ۷۵۳    | ۲۱  | ۰   |
| ولایت نیمروز     | ۶۳     | ۱   | ۰   |
| ولایت پکتیا      | ۴۵۴    | ۷   | ۰   |
| ولایت سمنگان     | ۲۱۲    | ۰   | ۰   |
| ولایت سرپل       | ۷۷     | ۱   | ۰   |
| ولایت تخار       | ۳۵۰    | ۸   | ۰   |
| ولایت میدان وردک | ۱۶۳    | ۲   | ۰   |
| ولایت زابل       | ۳۸     | ۱   | ۰   |
| کل ولایات        | ۱۵٬۲۰۵ | ۲۵۷ | ۳۲  |

## یادداشت
1. ↑  Only 463 cases are show. 19 cases from 8 April 2020 are not shown from Kabul, Ghazni, Baghlan, Logar, Wardak, Helmand and Takhar.[۴۷]
2. ↑  Only 463 cases are show. 19 cases from 8 April 2020 are not shown from Kabul, Ghazni, Baghlan, Logar, Wardak, Helmand and Takhar.[۴۷]
3. ↑  Only 463 cases are show. 19 cases from 8 April 2020 are not shown from Kabul, Ghazni, Baghlan, Logar, Wardak, Helmand and Takhar.[۴۷]
4. ↑  The locations of the 7th-32nd recoveries have not been given.[۴۸]